# Ospedale Carlo Forlanini
L'ospedale Carlo Forlanini è stato un ospedale di Roma fondato negli anni 1920 per trattare i malati di tubercolosi, e chiuso nel giugno 2015 con trasferimento delle sue funzioni nei vicini ospedali San Camillo-Forlanini sulla Circonvallazione Gianicolense e Lazzaro Spallanzani sulla via Portuense.
Era intitolato a Carlo Forlanini, uno dei principali seguaci in Italia del professor Robert Koch, Premio Nobel per la medicina nel 1905 e scopritore dell'agente patogeno della tubercolosi. Fu inaugurato il 1 dicembre 1934.

## Storia

### Nascita e costruzione
Fino alla metà del XX secolo non erano noti antibiotici efficaci sul micobatterio della tubercolosi, malattia incurabile e terribilmente contagiosa. Per questo motivo, intorno al 1925, il professor Eugenio Morelli ebbe l'idea di creare in ogni provincia italiana un sanatorio per curare e isolare i malati in modo che non contagiassero le persone sane; per la provincia di Roma, fu pensato il Carlo Forlanini, che doveva essere non solo il più grande e prestigioso istituto scientifico di riferimento, ma anche un grande centro di ricerca sociale sulla tubercolosi a livello mondiale.
La decisione di costruire il sanatorio fu presa dopo che, nel giugno 1928, la Confederazione Fascista degli Industriali aveva destinato un contributo di tre milioni di lire alla costruzione, in particolare a Roma, di un istituto per lo studio e la cura della tubercolosi e delle malattie polmonari.
La progettazione fu eseguita dall'Ufficio Costruzioni Sanatoriali dell'INFPS con a capo Galbi Berardi. Gli ingegneri invece furono Ugo Giovannozzi, per la parte artistica, Giulio Marconigi e Ferdinando Poggi, per la parte tecnica; quest'ultimo fu anche il primo direttore dei lavori, rimpiazzato poi nel 1934 a seguito di una nomina del presidente dell'INFPS Giuseppe Bottai.
La prima pietra fu posata tra il novembre e il dicembre del 1930. La prima fase dei lavori fu quella di procedere ad uno scavo di quattrocentottantamila metri cubi seguiti poi dalla fase della chiusura parziale di alcuni sottostanti antichi firmici di tufo. Il materiale utilizzato per colmare tale baratro provenne dagli sbancamenti di via di Fori Imperiali.
Il 30 marzo 1939 il comitato esecutivo deliberò l'erogazione di undici milioni di lire per completare gli aggiuntivi lavori in costruzione. Oltre a ciò ci fu anche un premio di acceleramento di cinquemila lire per ogni giorno di anticipo sul termine di ultimazione contrattuale assegnato alla Ditta Bassanini.

### Lotta contro la tubercolosi
La Cattedra universitaria di Roma con sede al Forlanini fu seconda nel mondo dietro soltanto a quella della Sorbona a Parigi; l'Ospedale Carlo Forlanini fu la prima grande struttura del mondo dedicata esclusivamente alla cura della tubercolosi; in esso infatti fu scoperto e messo a punto nel 1960 da parte di numerosi medici e ricercatori guidati e coordinati dal prof. Omedei Zorini, il metodo di "Chemio-Profilassi Anti- tubercolare mediante Isoniazide", risultato molto efficace e perciò applicato in tutto il mondo per la prevenzione della tubercolosi nelle persone ancora sane ma esposte al contagio (ad esempio ambienti familiari, miniere, manicomi, carceri). Proprio per tale motivo l'Ospedale Carlo Forlanini fu scelto dalla Organizzazione mondiale della sanità come sede di formazione dei medici, scelti dai vari stati, che avrebbero organizzato la lotta anti-tubercolare nel proprio Paese. Il Forlanini fu sede dell'IFA (International Forlanini Association), l'associazione costituita tra i medici stranieri che lì si erano perfezionati, oltre 600 ex-allievi di tutte le nazioni (India, USA, Sud-America, ecc.), che hanno diffuso in tutto il mondo il nome del Forlanini e le sue conquiste scientifiche.

### Giornata di inaugurazione
Il sanatorio, inizialmente chiamato "Istituto Benito Mussolini", fu inaugurato il 1º dicembre 1934. L'inaugurazione fu effettuata proprio dal capo del Governo Benito Mussolini, mentre il 17 aprile 1936 ci fu l'omaggio della visita del Re Vittorio Emanuele III e dalla consorte, la Regina Elena. All'inaugurazione erano presenti il senatore Luigi Federzoni, l'onorevole Costanzo Ciano, insieme ad altri come Balstrodi, Bruno Leoni e il sottosegretario conte Galeazzo Ciano. A questi si aggiungevano: Giuseppe Volpi conte di Misurata, il presidente della Confederazione Fascista degli Industriali, l'onorevole Bottai, il presidente dell'Istituto Nazionale Fascista della Previdenza Sociale e il direttore dell'Istituto stesso Medalaghi. Oltre a queste personalità convennero anche il Capo di Stato Maggiore della Milizia, generale Attilio Teruzzi, il cardinale del Papa, cardinale Marchetti Selvaggiani, molti senatori, il governatore di Roma, Francesco Boncompagni Ludovisi e il Governatore della Banca d'Italia, Vincenzo Azzolini. Dal punto di vista medico erano presenti tra i più illustri fisiologi dell'epoca tra cui il professor Fernard Bezancon segretario dell'Associazione europea per la lotta alla tubercolosi. Per la grandiosità dell'evento la cronaca dell'inaugurazione fu mandata in diretta sulla radio nazionale.
Diverse foto testimoniano come nella giornata inaugurale del congresso del 1950, avvenuto nel teatro del Forlanini, fosse presente il professor Alexander Fleming. In quella sede, infatti, si ha memoria di una affermazione del professor Fleming inerente alla sua scoperta della penicillina. Fleming disse:

### L'istituto Carlo Forlanini nel tempo
Negli anni in cui fu inaugurato il sanatorio la tubercolosi era sì ben inquadrata da un punto di vista nosologico ma, nell'ambito farmacologico, non era ancora sufficientemente definita. Infatti prima della scoperta dei sulfamidici, da parte del prof. Gerhard Domagk, e della penicillina, grazie ad Alexander Fleming, la cura della tubercolosi si basava su terapie caratteriali con somministrazione di calcio ed estratti epatici, sull'elioterapia e su un'alimentazione ipercalorica ed iperproteica.
Nel 1928 ad Oslo alla Conferenza Internazionale sulla tubercolosi fu presa con voto unanime la decisione di innalzare un obelisco di marmo bianco di Carrara in memoria del prof. Forlanini di fronte all'entrata del sanatorio. Questo obelisco non fu mai costruito, ma si poteva ammirare Carlo Forlanini nel plastico posto nell'atrio centrale.
Nel piano sotterraneo del sanatorio si trovano i locali che un tempo erano adibiti a sala incisoria e a camera ardente, in quest'ultima tra il 1935 e il 1959 transitarono centoundicimila cadaveri. Il massimo numero di defunti si ebbe nel 1944 quando morirono milletrecento persone, circa centoundici malati al mese, quasi quattro malati al giorno Tale numero sommati ai morti avvenuti tra il 1960 ad oggi, ossia duecentotrentottomila persone, raggiunge la cifra di trecentocinquantamila morti.
L'8 giugno 1955 scoppiò una violentissima rivolta all'interno del sanatorio, che ebbe inizio con uno sciopero proclamato il giorno prima dal personale salariato per alcune rivendicazioni sul trattamento pensionistico. Per rimpiazzare i circa mille dipendenti in protesta la Prefettura richiese l'intervento dell'esercito. Quando quella mattina sessanta soldati della sanità, insieme a reparti di Fanteria, Genio e Granatieri entrarono dal cancello di via Portuense, i malati cominciarono a rumoreggiare e a coalizzarsi, sia per appoggiare l'agitazione del personale sia per la preoccupazione di non vedere osservate le regole igieniche. La situazione degenerò e il Comandante si rivolse alla Questura centrale che circondò il sanatorio con decine di camionette della Celere. Tutto ciò, invece di spegnere il tumulto, provocò una reazione ancora più violenta da parte dei ricoverati. Ci fu una ressa indescrivibile non appena la sirena cominciò a suonare e alcune decine di malati furono addirittura presi a manganellate da parte della polizia. Questi malati risposero a tale attacco con il loro sputo misto a sangue tipico di un tubercoloso. Le proteste perdurarono fino al primo pomeriggio, finché in tarda serata la polizia fermò una trentina di persone che furono subito trasportate all'Ufficio politico della Questura e denunciate per oltraggio, violenza e resistenza alla forza pubblica.
Il Forlanini per circa quarant'anni fu gestito a pieno titolo dall'INPS, ma nel 1968 con una legge proposta dall'onorevole Mariotti si decretava la fine del sistema mutualistico e si sanciva il diritto di tutti i cittadini alla tutela della salute attraverso il Servizio Sanitario Nazionale.
Così ospedali appartenenti a enti pubblici furono classificati come Enti Ospedalieri Autonomi e il Forlanini fu degradato a ospedale. La separazione del Forlanini dall'INPS avvenne, di fatto, nel 1971 quando fu classificato “Ospedale Regionale per le malattie dell'apparato respiratorio”. Causa principale di tale cambiamento fu la debellazione quasi totale della TBC, che non necessitava più di lungodegenza sanatoriale, grazie all'introduzione e alla diffusione delle terapie antibiotiche. Dopo la separazione del Forlanini dall'INPS ci fu l'accorpamento con lo Spallanzani, definito allora il “Lazzaretto”, e con il San Camillo, dando così origine all'Ente Ospedaliero Monteverde. Quest'ultimo, però, ebbe vita breve dato che nel 1978 la legge 833 decretò l'istituzione del Servizio Sanitario Nazionale, e gli ospedali furono con ciò inseriti nelle Unità Sanitarie Locali. Il Forlanini fu inserito nella USL Roma 16 divenuta poi USL Roma 10. Agli inizi degli anni Novanta lo si volle intitolare ad un bambino americano morto in Calabria in circostanze drammatiche, così il suo nome divenne Ospedale "Nicholas Green". Però poco tempo dopo, nel 1992, grazie al decreto legislativo 502 ottimato nel 1994, l'Ente Ospedaliero Monteverde fu ratificato in Azienda Ospedaliera San Camillo-Forlanini-Spallanzani. Ciò fu frutto del progetto iniziale del prof. Morelli basato sulla creazione di una "città Ospedaliera formata da tre istituti e con al centro proprio il Forlanini". Tale città doveva avere come limite di confine a nord ed a ovest via Bernardino Ramazzini, a sud via Portuense e ad est via Giacomo Folchi. L'unione San Camillo-Forlanini-Spallanzani durò fino al 1996 quando proprio quest'ultimo si divise dagli altri diventando Istituto Nazionale di Ricerca Scientifica. Dopo tale evento si diede vita all'Azienda Ospedaliera San Camillo-Forlanini con al vertice un direttore generale.
Nel corso degli anni, con il diminuire dei malati di tubercolosi, questa imponente struttura ha dovuto affrontare la trasformazione in struttura ospedaliera, dovendosi assimilare alle dolorose e disagevoli ragioni dei bilanci da quadrare: per molti anni i primi tagli di risorse si sono ripercossi sulla manutenzione degli aspetti esteriori, fino alla sua definitiva chiusura nel 2015. La chiusura è stata contestata anche da medici, compreso il primario prof. Massimo Martelli. Lo stesso prof. Martelli ha proposto infatti, già dal 2010, un piano di gestione del Forlanini che consentisse dei risparmi economici senza ostacolare la necessaria operatività della struttura.
Il complesso è stato dichiarato patrimonio indisponibile alla vendita nel 2017.

## Organizzazione
L'Istituto Carlo Forlanini costituì una cittadella autosufficiente: dall'approvvigionamento idrico al fabbisogno alimentare, dai trasporti interni al funzionamento energetico, il tutto, in una struttura urbanistica dotata di viali alberati e illuminati, chiese, campi di bocce, biliardi, cinema, teatri, centrale termica, scuole per bambini, emittente radiofonica, barbiere, parrucchiere, refettori, cantine per vino, canile, musei.

### Struttura e personale
L’istituto era inizialmente suddiviso in quattro grandi padiglioni "polmonari" situati in via Portuense, di cui due erano riservati alle donne e due agli uomini; successivamente nel 1941 si aggiunse un nuovo padiglione ortopedico costituito da duecentocinquantuno posti letto dedicati alle persone affette da forme tubercolari osteo-articolari. Oltre a questi vi erano altre degenze quali la pediatria, la laringologia, la chirurgia, l’ostetricia, la ginecologia e una clinica delle malattie dell’apparato respiratorio per un totale di ventotto reparti per assistenza ai malati e venticinque sezioni di settori scientifici. Nel complesso, la disponibilità del sanatorio ammontava a duemilasessanta posti letto nel 1938.
Tale cifra risultò insufficiente quando, in seguito all'apertura di un nuovo reparto denominato clinica medica-donne avvenuta il 6 ottobre 1939, dal 1940 la frequenza dei ricoveri crebbe esponenzialmente arrivando a sfiorare, nel 1943, la cifra di quattromila malati.
All'apertura del sanatorio, nel 1934, l’organico era formato da cento medici, diciassette tecnici specializzati, trenta caposala e ottantadue infermiere a cui aggiungere novecento salariati tra cui elettricisti, falegnami, lattonieri, magazzinieri, giardinieri e altri di cui molti provenienti dal sanatorio di porta Furba. Verso la fine degli anni quaranta cominciare a comparire i primi infermieri abilitati (futuri infermieri generici) dato che, fino ad allora, il personale di assistenza era composto esclusivamente da donne. Inoltre, tra le corsie operava anche il personale religioso formato da nove cappellani, quindici suore, venti suore-infermiere e alcune addette a servizi vari che alloggiavano direttamente all'interno del sanatorio in modo tale da essere facilmente reperibili. Nel complesso i dipendenti del Forlanini presero il nome di “sanatoriali”, col fine di distinguerli dai dipendenti degli altri ospedali.
Il Forlanini era inoltre dotato di un sofisticatissimo sistema di cerca-persone con il quale contattare rapidamente i dipendenti. L'apposita rete alimentava oltre quaranta segnalatori ottici, opportunamente installati nei corridoi molto trafficati, azionati mediante chiamata da un qualsiasi apparecchio telefonico interno. I segnalatori ottici erano dotati ciascuno di cinque punti luminosi: verde, rosso, bianco, celeste e giallo, che si accendevano a seconda del padiglione di chiamata. Un campanello installato presso ciascun segnalatore ottico avvertiva della chiamata.

### La cucina
Dati i numerosissimi frequentatori il cibo era preparato loro da sei diverse cucine; una cucina situata nel padiglione pediatrico, una per il personale religioso, una del padiglione ortopedico, la piccola cucina di smistamento, la cucina del padiglione Indenni e infine la cucina centrale. Quest’ultima era un salone di quasi milleottocento metri quadrati di superficie diviso da bassi tramezzi che circoscrivono i vari locali senza coprire la vista generale; il pavimento di porcellana bianca si presentava a grandi riquadri azzurri così come le pareti rivestite da maioliche. Un’importante caratteristica erano le colonne aereo-termiche installate a completamento del già moderno impianto di ventilazione ed eliminazione odori, che dalle torrette immettono l’aria pura esterna e allontanano in ragione di trentamila metri cubi all'ora l’aria maleodorante. Inoltre, la cucina centrale era dotata di sei grandi fuochi a gas, sette tavole calde a vapore e di due pentole per la cottura del latte dalla capacità di mille litri. Negli anni quaranta il consumo alimentare quotidiano ammontava a seicento chili di pasta, un quintale di condimenti, due quintali di verdure, duecento chili di grassi, oltre un quintale di pelati e pomodoro, settecentocinquanta chili di pane, seicentocinquanta litri di vino dei Castelli Romani, più di mille litri di acqua minerale, cento chili di biscotti, trenta chili tra cacao e cioccolato, dodici chili di caffè, settecento litri di latte, oltre cento chili di zucchero e un quintale e mezzo di frutta. Solo nel novembre del 1946 si consumarono inoltre sette quintali di carne suina, quattordici quintali di vitellone e quattro quintali di abbacchio per un totale di ventiquattromila pasti.
La distribuzione e lo smistamento delle quaranta tonnellate di merce e sette di biancheria avveniva per mezzo di carrelli con comando a bottoneria attraverso il quale veniva individuato un itinerario di quasi tre chilometri tra i vari centri di smistamento. I carrelli viaggiavano orizzontalmente in pendenza su cremagliere; inoltre, grazie a modernissimi quadri di segnalazione, identici a quelli che erano in uso nelle stazioni ferroviarie, consentivano di individuare immediatamente la posizione e il viaggio effettuato dai singoli carrelli; infine, altri impianti di segnalazione avvertivano il personale dell’arrivo o della partenza di un carrello.
La vasta capacità, l’ottima organizzazione e la grande praticità agevolata dagli apparecchi di metallo pregiato hanno reso tale cucina una tra le più grandi e moderne dell’Europa del tempo. Ciò nonostante, il maestoso salone giace ora in uno stato di abbandono e la cucina risulta sommersa dalle macerie.

### Il teatro
All'interno del sanatorio vi era anche un teatro da ottocento posti. Era dotato di un moderno impianto di luci graduabili capaci di simulare aurore e tramonti, pannelli fonoassorbenti, camerini e una sofisticata cabina di regia che rendeva il teatro usufruibile come sala cinematografica utilizzata tre volte a settimana per proiettare film. Inoltre, il teatro veniva utilizzato da sfondo per spettacoli vari, concorsi d’arte per i ricoverati e premiazioni degli studenti più meritevoli. Sempre all’interno del teatro sono stati organizzati il quinto Congresso italiano di Tisiologia, e dal 17 al 22 settembre 1950 il primo congresso internazionale dei medici specialisti delle malattie del torace sull’argomento della tubercolosi.

### Sculture e architettura
Il monumentale Forlanini risulta anche costituito da moltissime sculture e opere architettoniche. Nel cortile retrostante alla ex casa suore è custodita una statua, posta a circa tre metri di altezza, di Claretta Petacci, l’amante di Mussolini. Oggi la statua si presenza senza testa, braccio destro, con il piede sinistro frantumato e con il fucile tenuto in mano, ossia il moschetto del 91 distrutto a causa di una bravata avvenuta durante l’inverno del 1986. In fondo ad uno degli atrii sono presenti due altorilievi di cultura fascista realizzati da Arrigo Minerbi in pietra di Saltrio raffiguranti il primo, situato verso dove c’era la clinica donne, il lavoro femminile e il secondo, nei pressi della clinica uomini, il lavoro maschile. Entrambi furono commissionati dall'onorevole Antonio Stefano Benni, allora presidente della “Confederazione generale fascista dell’Industria”. Con tali altorilievi l’autore ha voluto esprimere la solidarietà delle industrie italiana nella lotta alla tubercolosi.

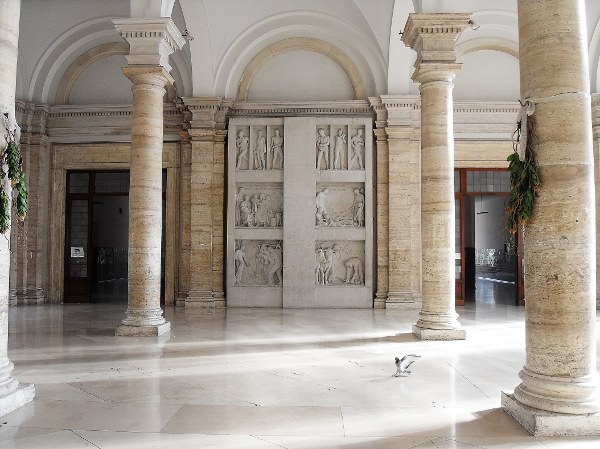
Uno degli atrii dell'Istituto

Nella costruzione dell’immenso sanatorio sono stati seguiti precisi criteri architettonici; difatti, sono stati utilizzati materiali più pregiati per le parti maggiormente rappresentative come la direzione sanitaria, gli atri, l’Aula Magna e il corridoio del museo anatomico. I due ingressi principali son stati costruiti con gli stessi rapporti di dimensione; inoltre i grandi cancelli di piazza Forlanini e di via Portuense si trovano in asse tra loro e il punto centrale di questa retta immaginaria è rappresentato dai giardini dall'esedra. Quest’ultima è stata modellata a “ferro di cavallo” in modo tale da favorire la circolazione dell’aria nelle ampie aree di degenza collegate tra loro da lunghe balconate. In questa grande esedra erano inoltre collocati i laboratori in posizione baricentrica quasi a significare il cuore del sanatorio. Essi erano distinti in quattro rami: il chimico, il batteriologico, l’istologico e il sierologico; ognuno di questi rami era inoltre dotato di un laboratorio. Oggi moltissimi reparti, laboratori, settori e stanze del Forlanini giacciono in uno stato di abbandono.

### Stanze dei pazienti e sicurezza
Ogni camera per i pazienti era munita di una lunga veranda di quasi tre metri di profondità sufficientemente spaziose da accogliere lo sdraio dei malati; difatti, al fine di garantire la massima luce possibile durante il giorno erano direttamente esposte a mezzodì. Al tramonto le 192 serrande delle verande si abbassavano contemporaneamente grazie a un impulso elettrico centralizzato comandato da un grande orologio. In ogni camera, inoltre, si trovavano due crocifissi posti uno di fronte all’altro; nel complesso, all’interno del sanatorio vi erano ben novecento crocifissi. Ogni letto era dotato di una cuffia per l’ascolto della musica di Alberto Rabagliati, del trio Lescano, della Santa Messa, di alcuni consigli igienico-sanitari e, fino ad un certo periodo, anche dei comizi di Mussolini. La trasmissione radio era garantita da una centrale radiofonica posta inizialmente nelle vicinanze del centralino, poi trasferita nel piano sotterraneo della palazzina.
Dopo la trasformazione del Forlanini da sanatorio ad ospedale, grazie alla legge Mariotti, il primo effetto a livello organizzativo fu l'apertura dell'attività clinica di accettazione a tutti i ricoveri, per cui si rese necessario l'apertura dei cancelli anche di notte, con relativo turno notturno per il personale del centralino e della sorveglianza. Il servizio di sicurezza era assicurato da un gruppo di trenta guardie armate di pistole custodite in una cassaforte della portineria di piazza Forlanini. Negli anni 1950 furono aggregati altri undici uomini scelti tra i reduci di guerra ed esonerati dai turni notturni. Il compito principale di quest'ultimi era quello di fare posti di blocco all'interno del sanatorio i quali erano collocati: nell'atrio dove poi fu collocato il Protocollo Generale, all'ingresso del primo padiglione-donne, al piano terra del secondo padiglione uomini, in alcuni sotterranei, nel guardaroba centrale, nella portineria di Via Portuense e nel centralino. Tra il personale addetto alla sorveglianza figuravano anche alcune donne che avevano il compito di perquisire il personale femminile in uscita.

### Museo
Nel Forlanini vi è un museo di Anatomia e di Anatomo-Patologia, citato da molti testi di studio e visitato da numerose scolaresche e scuole di Scienze Infermieristiche. Esso prende il nome di "museo anatomico Eugenio Morelli".